# Micranomala indica
Micranomala indica – gatunek chrząszcza z rodziny poświętnikowatych, podrodziny rutelowatych i plemienia Anomalini.
Gatunek ten został opisany w 1911 przez Johna Gilberta Arrowa
Ciało długości 7,5 mm i szerokości 3,5 mm, jasnoceglaste z rudymi stopami i głową. Nadustek i przód głowy silnie punktowane, a ta druga także raczej silnie żłobiona. Nadustek z wystającymi ale nieostrymi kątami bocznymi. Przedplecze o ostrych kątach przednich, tępych tylnych, krawędzi bocznej kanciastej w połowie długości, a powierzchni raczej równomiernie punktowanej. Na pokrywach gęsto i grubo punktowane, silnie wgłębione, prawie równomiernie rozmieszczone rowki. Golenie odnóży przednich z trzema ostrymi zębami. Uda odnóży tylnych powiększone.
Chrząszcz endemiczny dla Indii, znany wyłącznie z okolic Coimbatore w stanie Tamilnadu.